# RAF Llandwrog
Royal Air Force Llandwrog, ou RAF Llandwrog, est une ancienne base de la Royal Air Force située à Llandwrog, au sud-ouest de Caernarfon, dans le Gwynedd, au Pays de Galles. Le site ouvre en janvier 1941 en tant qu'aérodrome du RAF Bomber Command pour assurer la formation des artilleurs, des opérateurs radio et des navigateurs et ferme après la fin de la Seconde Guerre mondiale en 1945. Il rouvre en 1969 et reste aujourd'hui en exploitation civile sous le nom d'aéroport de Caernarfon.

## Historique
La No. 9 Air Gunnery School est la première locataire de la base lors de son ouverture fin janvier 1941. Elle est équipée de bombardiers Armstrong Whitworth Whitley et d'avions d'entraînement Avro Anson. Deux jours après le début des vols, l'aérodrome est attaqué par un seul bombardier Junkers Ju 88 qui mitraille l'aérodrome, endommageant un Whitley. Les appareils Airspeed Oxford de la No. 11 Service Flying Training School (en) sont déployés à Llandwrog au milieu de 1941 pour répondre aux besoins de vol de nuit de ses élèves. L'année suivante, trois de ses Whitley sont déployés sur la RAF Driffield (en) pour participer au premier raid "Thousand Bomber" sur Cologne, en Allemagne, dans la nuit du 30 au 31 mai 1942; un avion ne revient pas de l'opération.
Plusieurs semaines plus tard, l'Air Gunnery School est dissoute et le terrain devient une antenne de la No. 9 (Observers) Advanced Flying Unit de la RAF Penrhos (en). L'unité mène ses formation au vol de nuit à Llandwrog et y déplace par la suite son quartier général. Il est dissous le 14 juin 1945 et les vols prennent sur le site prennent fin. L'aérodrome est réactivé pour les avions privés en 1969 en préparation de l' investiture du Prince de Galles (en) au château de Caernarfon à proximité, il est occasionnellement utilisé à partir de ce moment-là. Le site devient alors l'aéroport de Caernarfon. Les pistes et les voies de circulation sont toujours intactes, bien que les hangars d'origine aient été démolis.

### Stockage d'armes chimiques
Près de 71 000 bombes contenant l'agent neurotoxique Tabun sont saisies en Allemagne à la fin de la guerre. Celles-ci sont stockées à l'air libre sur la RAF Llandwrog jusqu'en 1954. Dans le cadre de l'opération Sandcastle (en), elles sont par la suite transportées à Cairnryan pour être éliminées à bord de navires sabordés en mer, à 190 km au nord-ouest de l'Irlande.

## Utilisation actuelle
Le site principal est maintenant occupé par l'aéroport de Caernarfon. D'autres parties du site ont été réaménagées en ateliers et petites entreprises, de nombreux bâtiments restent en grande partie intacts depuis la fin de la guerre,.